# Rêve prémonitoire
 (septembre 2018).
Si vous disposez d'ouvrages ou d'articles de référence ou si vous connaissez des sites web de qualité traitant du thème abordé ici, merci de compléter l'article en donnant les références utiles à sa vérifiabilité et en les liant à la section « Notes et références ».
Le rêve prémonitoire serait un rêve traitant d'un sujet réel, parfois de nature symbolique (à l'image du rêve allégorique de Pharaon dans Genèse, 41, 1-36) et semblant être une représentation d'une situation, d'un événement extérieur présent ou futur dont le rêveur n'avait pas conscience au moment de s'endormir.

## Description
Sa reconnaissance et son interprétation sont parfois très difficiles pour les convaincus. Carl Gustav Jung, dans le cadre de son interprétation des rêves dans la psychologie analytique, rapporte le cas d'un roi qui souhaitait aller envahir le pays voisin mais ne savait pas s'il y parviendrait. Il eut un rêve où il voyait un pays envahi et pensa que c'était un songe annonçant le succès de son entreprise. Il commença à pénétrer dans le territoire ennemi, et l'ennemi en profita pour envahir son propre pays. On interpréta que le rêve annonçait bien l'invasion d'un pays, mais pas celui souhaité subjectivement.

## Explications possibles
Différentes explications sont avancées. La première, que certains scientifiques avancent[Lesquels ?], est que le cerveau serait capable de créer un "scénario". La seconde explication serait la possible existence de capacités extra-sensorielles[réf. nécessaire]. Ces deux explications restent pseudoscientifiques faute de preuves ou de références.

## Dans la culture
The Future I Saw (私が見た未来, Watashiga Mita Mirai), en français Mes Visions du Futur, est un manga japonais de Ryō Tatsuki publié le 1er juillet 1999. L'ouvrage compile en ensemble de rêves prémonitoires de l'autrice concernant notamment des séismes et tsunamis qu'elle avait consigné dans son journal de rêves à partir de 1985.